# 石林机场
石林机场是1993年由云南石林旅游航空股份有限公司在石林彝族自治县城东北12千米处三家村附近修建的一座通用机场，现已停止维护。机场占地面积274.18亩，跑道长615米，有停机坪、塔台、候机楼、油库、车库、职工宿舍等配套设施，飞行区等级为1B级。石航公司购置了一架运-5和一架运-12小型涡桨飞机开展通用航空业务，包括庆典飞行、飞播造林等。1994年1月5日，石航的飞机成功试航。
2004年6月，海南航空与山西航空注资重组石林航空，同年12月海南航空宣布将其改组为祥鹏航空。2006年2月，老石林航空方未经董事会及其他股东同意，将公司的两架小型运输机变卖，将石林机场以3000万元的价格出让给石林县国土资源管理局。石林县原计划重新建造石林通用机场，并在2017年完成了初步选址。2019年4月，石林县宣布废止石林通用机场建设项目。